# János Jakab Löwenthal
János Jakab Löwenthal (njemački Johann Jacob Löwenthal) (Budimpešta, 15. srpnja 1810. – Hastings, Engleska, 24. srpnja 1876.), bio je mađarski profesionalni šahist.
Rodio se je u Budimpešti u židovskoj trgovačkoj obitelji. U rodnom gradu pohađao je gimnaziju. 1846. je godine pobijedio u dvoboju protiv austrijskog šahista Carla Hamppea u Beču (+5 -4 =0). Prihvatio je civilnu zadaću za vrijeme uprave Lajosa Kossutha 1848. godine. Padom njegove vlade i neuspjehom mađarske revolucije 1848., Löwenthal je izgnan iz Ugarske te je emigrirao u Ameriku 1849. godine. 1851. se je godine zaputio u London te od onda je stalno živio u Engleskoj. Na turneji u Manchesteru 1857. pobijedio je Adolfa Anderssena u borbi za prvo mjesto.
Kad je bio u New Orleansu, dvaput je bio igrao protiv Paula Morphyja, ukupno odigravši tri partije koje je sve izgubio.